# Raíz adventicia

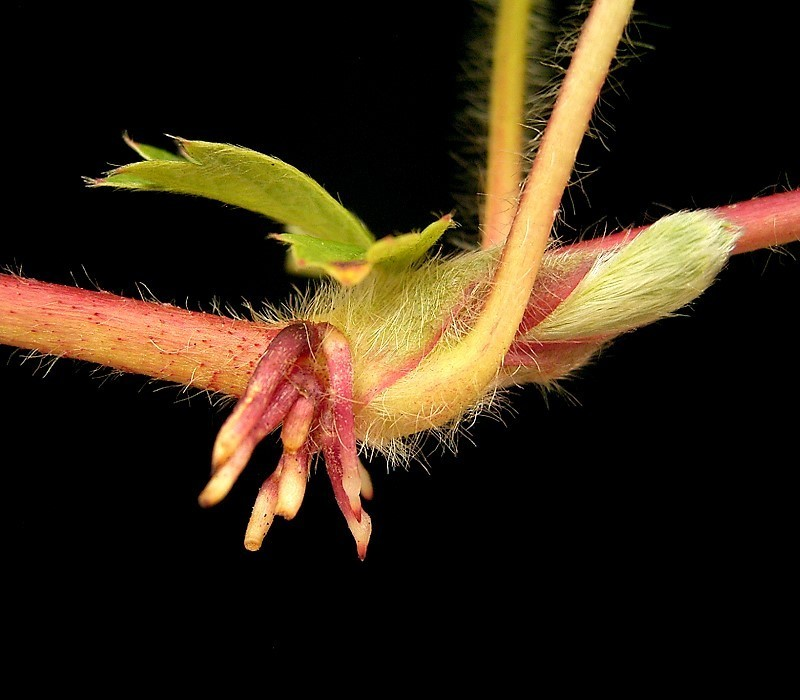
Raíces adventicias en un nudo del tallo de una planta de Fragaria.

En Botánica, las raíces adventicias son aquellas que no provienen de la radícula del embrión, sino que se originan en cualquier otro lugar de la planta, como por ejemplo en alguna porción del vástago, en tallos subterráneos y en raíces  viejas. Pueden tener o no ramificaciones, pero tienen una forma y un  tamaño relativamente homogéneo, formando sistemas radicales fibrosos. Generalmente no presentan crecimiento secundario. Su duración varía, en algunos pastos perennes pueden durar varios años. En muchas monocotiledóneas como la gramilla (Cynodon dactylon) y dicotiledóneas como la frutilla (Fragaria), que presentan tallos postrados, en cada nudo nace un fascículo de raíces adventicias. estas son raíces que nacen y se desarrollan por encima del del suelo en lugar de bajo este lo mismo se mantiene en contacto con el suelo para poder absorber nutrientes y agua del suelo pero ya se expande por encima sin enterrarse